# 損保日本興亞東鄉青兒美術館
損保日本興亞東鄉青兒美術館（日语：東郷青児記念 損保ジャパン日本興亜美術館）是一所日本美術館，位於東京都新宿區，主要收藏以東鄉青兒美術作品為中心。損保日本興亞東鄉青兒美術館由公益財團法人損保日本興亞美術財團營運。

## 歷史
安田火災海上保險所設立的財団法人安田火災美術財団負責收集日本國內外的美術作品，並以東郷青兒為中心。1976年7月，為東郷青兒美術館開設。
1987年3月，安田火災海上保險（今損害保險日本興亞）的董事長後藤康男在倫敦佳士得拍賣公司主持的拍賣會上，以相當於39,921,750美元的價格標得荷蘭畫家梵谷《花瓶裡的十五朵向日葵》。這幅作品於同年10月公開展示。
1987年4月，東郷青兒美術館名稱變更為安田火災東郷青兒美術館。
2002年7月1日，美術館名稱改為損保日本東鄉青兒美術館。
2014年9月1日，美術館名稱再度改為損保日本興亞東鄉青兒美術館。

## 收藏
- 梵谷：《花瓶裡的十五朵向日葵》
- 保羅·塞尚：《望郷》（Pommes et Serviette）
- 東鄉青兒：《望郷》

## 外部連結
- 损保日本兴亚东乡青儿美术馆官方网站 （页面存档备份，存于）